# Épinay-sur-Orge
Épinay-sur-Orge és un municipi francès, situat al departament de l'Essonne i a la regió de Illa de França. L'any 2007 tenia 10.261 habitants.
Forma part del cantó de Longjumeau i del districte de Palaiseau. I des del 2016 de la Comunitat d'aglomeració París-Saclay.

## Demografia

### Població
El 2007 la població de fet d'Épinay-sur-Orge era de 10.261 persones. Hi havia 3.693 famílies, de les quals 921 eren unipersonals (333 homes vivint sols i 588 dones vivint soles), 1.076 parelles sense fills, 1.381 parelles amb fills i 315 famílies monoparentals amb fills.
La població ha evolucionat segons el següent gràfic:
Habitants censats

### Habitatges
El 2007 hi havia 4.003 habitatges, 3.771 eren l'habitatge principal de la família, 47 eren segones residències i 185 estaven desocupats. 2.749 eren cases i 1.176 eren apartaments. Dels 3.771 habitatges principals, 2.782 estaven ocupats pels seus propietaris, 902 estaven llogats i ocupats pels llogaters i 87 estaven cedits a títol gratuït; 142 tenien una cambra, 376 en tenien dues, 684 en tenien tres, 1.031 en tenien quatre i 1.538 en tenien cinc o més. 3.003 habitatges disposaven pel capbaix d'una plaça de pàrquing. A 1.939 habitatges hi havia un automòbil i a 1.452 n'hi havia dos o més.

### Piràmide de població
La piràmide de població per edats i sexe el 2009 era:
| Homes | Edats   | Dones |
| ----- | ------- | ----- |
| 8     | 95 o +  | 28    |
| 20    | 90 a 94 | 56    |
| 36    | 85 a 89 | 88    |
| 24    | 80 a 84 | 44    |
| 72    | 75 a 79 | 136   |
| 168   | 70 a 74 | 188   |
| 236   | 65 a 69 | 240   |
| 308   | 60 a 64 | 248   |
| 300   | 55 a 59 | 268   |
| 300   | 50 a 54 | 372   |
| 424   | 45 a 49 | 332   |
| 352   | 40 a 44 | 384   |
| 324   | 35 a 39 | 344   |
| 324   | 30 a 34 | 336   |
| 348   | 25 a 29 | 304   |
| 288   | 20 a 24 | 276   |
| 260   | 15 a 19 | 284   |
| 320   | 10 a 14 | 380   |
| 248   | 5 a 9   | 280   |
| 184   | 0 a 4   | 252   |

## Economia
El 2007 la població en edat de treballar era de 6.768 persones, 4.842 eren actives i 1.926 eren inactives. De les 4.842 persones actives 4.466 estaven ocupades (2.269 homes i 2.197 dones) i 375 estaven aturades (208 homes i 167 dones). De les 1.926 persones inactives 478 estaven jubilades, 827 estaven estudiant i 621 estaven classificades com a «altres inactius».

### Ingressos
El 2009 a Épinay-sur-Orge hi havia 3.815 unitats fiscals que integraven 9.496,5 persones, la mediana anual d'ingressos fiscals per persona era de 25.594 €.

### Activitats econòmiques
Dels 400 establiments que hi havia el 2007, 5 eren d'empreses alimentàries, 3 d'empreses de fabricació de material elèctric, 14 d'empreses de fabricació d'altres productes industrials, 45 d'empreses de construcció, 95 d'empreses de comerç i reparació d'automòbils, 17 d'empreses de transport, 27 d'empreses d'hostatgeria i restauració, 25 d'empreses d'informació i comunicació, 13 d'empreses financeres, 22 d'empreses immobiliàries, 60 d'empreses de serveis, 46 d'entitats de l'administració pública i 28 d'empreses classificades com a «altres activitats de serveis».
Dels 105 establiments de servei als particulars que hi havia el 2009, 1 era una oficina de correu, 6 oficines bancàries, 1 funerària, 7 tallers de reparació d'automòbils i de material agrícola, 4 autoescoles, 4 paletes, 9 guixaires pintors, 4 fusteries, 9 lampisteries, 7 electricistes, 2 empreses de construcció, 11 perruqueries, 1 veterinari, 20 restaurants, 12 agències immobiliàries, 4 tintoreries i 3 salons de bellesa.
Dels 35 establiments comercials que hi havia el 2009, 1 era un hipermercat, 1 un supermercat, 1 una gran superfície de material de bricolatge, 1 una botiga de més de 120 m², 5 fleques, 5 carnisseries, 1 una carnisseria, 1 una botiga de congelats, 4 llibreries, 5 botigues de roba, 1 una botiga de roba, 1 una botiga d'equipament de la llar, 1 una botiga d'electrodomèstics, 2 perfumeries, 1 una perfumeria i 4 floristeries.

## Equipaments sanitaris i escolars
El 2009 hi havia 2 psiquiàtrics, 3 farmàcies i 1 ambulància.
El 2009 hi havia 2 escoles maternals i 2 escoles elementals. Épinay-sur-Orge disposava d'un col·legi d'educació secundària amb 718 alumnes.
Épinay-sur-Orge disposava d'un centre de formació no universitària superior de formació sanitària.

## Poblacions més properes
El següent diagrama mostra les poblacions més properes.